# Монтемайор-де-Пілілья
Монтемайор-де-Пілілья (ісп. Montemayor de Pililla) — муніципалітет в Іспанії, у складі автономної спільноти Кастилія-і-Леон, у провінції Вальядолід. Населення — 1001 особа (2010).
Муніципалітет розташований на відстані близько 140 км на північний захід від Мадрида, 28 км на південний схід від Вальядоліда.

## Демографія
Динаміка населення (INE ):